# Diaspananthus uniflorus
Diaspananthus uniflorus là một loài thực vật có hoa trong họ Cúc. Loài này được (Sch.Bip.) Kitam. mô tả khoa học đầu tiên năm 1938.